# Micrococcales
Micrococcales es un orden de Actinomycetia. Son bacterias Gram-positivas que viven en el suelo, la piel de animales y gran variedad de hábitat.

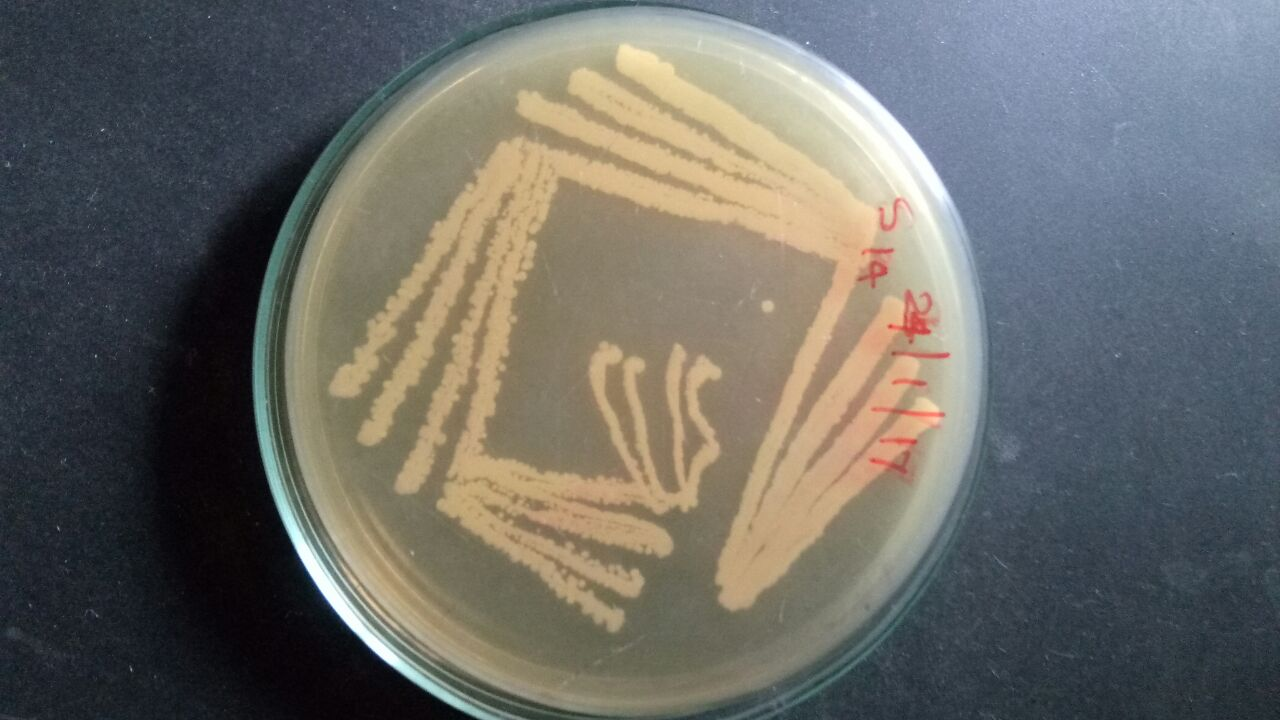
Kytococcus, bacteria cuya taxonomía no está clara, pudiendo adscribirse a Dermacoccaceae o Intrasporangiaceae.